# Philodendron fendleri
Philodendron fendleri är en kallaväxtart som beskrevs av Kurt Krause. Philodendron fendleri ingår i släktet Philodendron och familjen kallaväxter. Inga underarter finns listade.